# Scraptia cingalensis
Scraptia cingalensis es una especie de coleóptero de la familia Scraptiidae.

## Distribución geográfica
Habita en Sri Lanka.